# Tjernooki
Tjernooki (bulgariska: Чернооки) är ett distrikt i Bulgarien.   Det ligger i kommunen Obsjtina Krumovgrad och regionen Kărdzjali, i den södra delen av landet, 250 km sydost om huvudstaden Sofia.